# Ipomoea pinifolia
Ipomoea pinifolia är en vindeväxtart som beskrevs av Carl Daniel Friedrich Meisner. Ipomoea pinifolia ingår i släktet praktvindor, och familjen vindeväxter. Inga underarter finns listade i Catalogue of Life.